# 孫繼皐
孫繼皋（1550年—1610年），字以德，號柏潭，直隸常州府无锡县（今江蘇無錫市）人，明朝政治人物、狀元。

## 生平
父孫臣（號雪窗）是小兒痧痘科醫生，母親劉氏。據聞其父在孫繼皋尚未出世時，夢見正德九年（1514年）甲戌科狀元唐皋來訪，隨後孫繼皋即出生。七歲入塾，萬曆元年（1573年）應天府乡试第四十二名举人，萬曆二年（1574年）聯中甲戌科礼部會試第三十三名，廷试一甲第一名進士（狀元），任翰林院修撰。四年六年充《大明会典》纂修官，八年四月管理文官诰敕。萬曆八年（1580年）充任会试同考官时，提拔魏大中、顾宪成等。乞假归省。假满赴京，十二年七月仍充会典纂修官，十三年二月充经筵展书官，六月与刑科右给事中常居敬担任浙江乡试考试官，十五年二月以大典告成，升右庶子，丁忧归。
萬曆二十年七月起为少詹事兼侍讀學士，充玉牒纂修官，二十一年十二月升礼部右侍郎，二十二年二月充经筵讲官，充正史副总裁官，二十三年二月轉吏部右侍郎，兼官经筵、副总裁如故。萬曆二十四年（1596年）正月升本部左侍郎，九月因皇帝不亲送太后出喪，繼皋上疏勸說，由此忤逆神宗，遭科臣刘道亨弹劾，多次乞休不允。二十五年六月三大殿失火，六部九卿各上疏自劾請求罢免，只有孙继皋被令致仕。晚年講學於东林书院。萬曆三十八年（1610年）病卒，追赠为礼部尚书。

## 墓葬

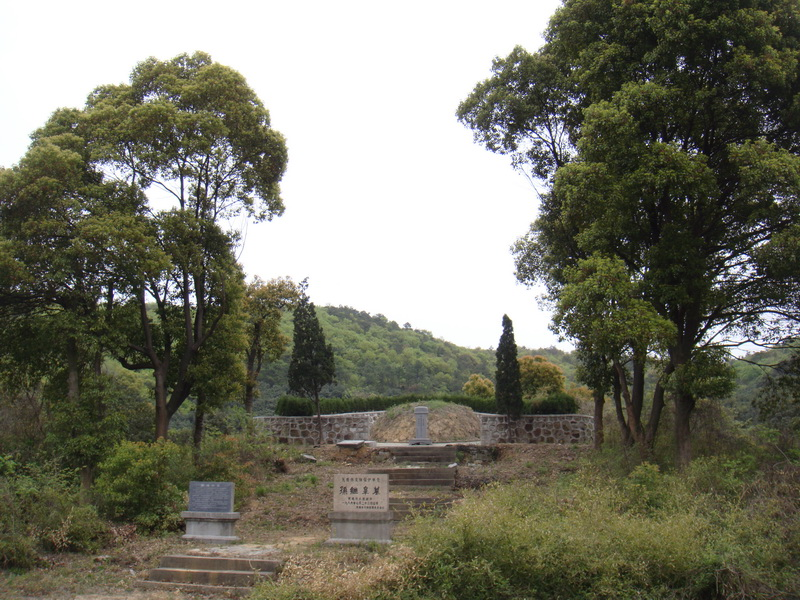
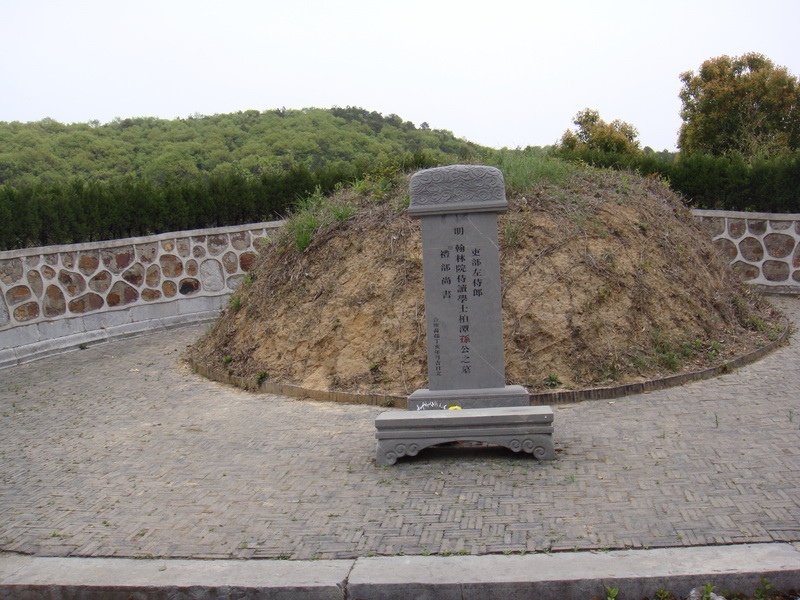

孙继皋墓在今無錫市西南郊大洋鄉白旄山麓。

## 著作
著有《孫宗伯集》十卷。另有《柏潭集》。

## 家族
曾祖孫禮。祖父孫友諒。父孫臣。前母劉氏，母劉氏。具庆下。